# Jean Brodeau
Pour les articles homonymes, voir Brodeau.
Jean Brodeau, mort en 1563, est un clerc et homme de lettres français.

## Biographie
Frère de Victor Brodeau, il cultive les belles-lettres, les langues savantes, les mathématiques, est lié avec les frères Sadoleto, les Bembo, les Manuce, les Danès, et regardé comme un des meilleurs littérateurs de son temps. 
Il accompagne à Venise Georges de Selve, ambassadeur de François Ier. Plus tard, il suit également à Rome Georges d'Armagnac, aussi ambassadeur.
Il meurt chanoine de Saint-Martin de Tours, en 1563, à 63 ans.

## Œuvre
On a de lui :
1. dix livres de mélanges Observationes sive variae Sectiones, qui se trouvent dans les t. 2 et 4 du recueil de Jean Gruter, intitulé Lampas, seu Fax artium, Francfort, 1604, in-8°. Ce sont des remarques, corrections, etc., estimées, sur Oppien, Homère, Dioscoride, et plusieurs autres auteurs anciens ; les six premiers livres avaient déjà paru séparément, Bâle, Oporin, 1555, in-8°.
2. Des commentaires sur l'Anthologie, dans les Epigrammatum graecorum libri septem, Bâle, 1549, et Francfort, 1600, in-fol. : Scaliger les met au-dessus des autres ouvrages de ce genre.
3. Notae in Martialem, Leyde, 1619, in-8°.
4. Annotationes in Euripidis Tragedias, Paris, 1561, et Bâle, 1558, dont Jules César Scaliger faisait un cas particulier.

## Source
- « Jean Brodeau », dans Louis-Gabriel Michaud, Biographie universelle ancienne et moderne : histoire par ordre alphabétique de la vie publique et privée de tous les hommes avec la collaboration de plus de 300 savants et littérateurs français ou étrangers, 2e édition, 1843-1865 [détail de l’édition]